# Sten Grillner

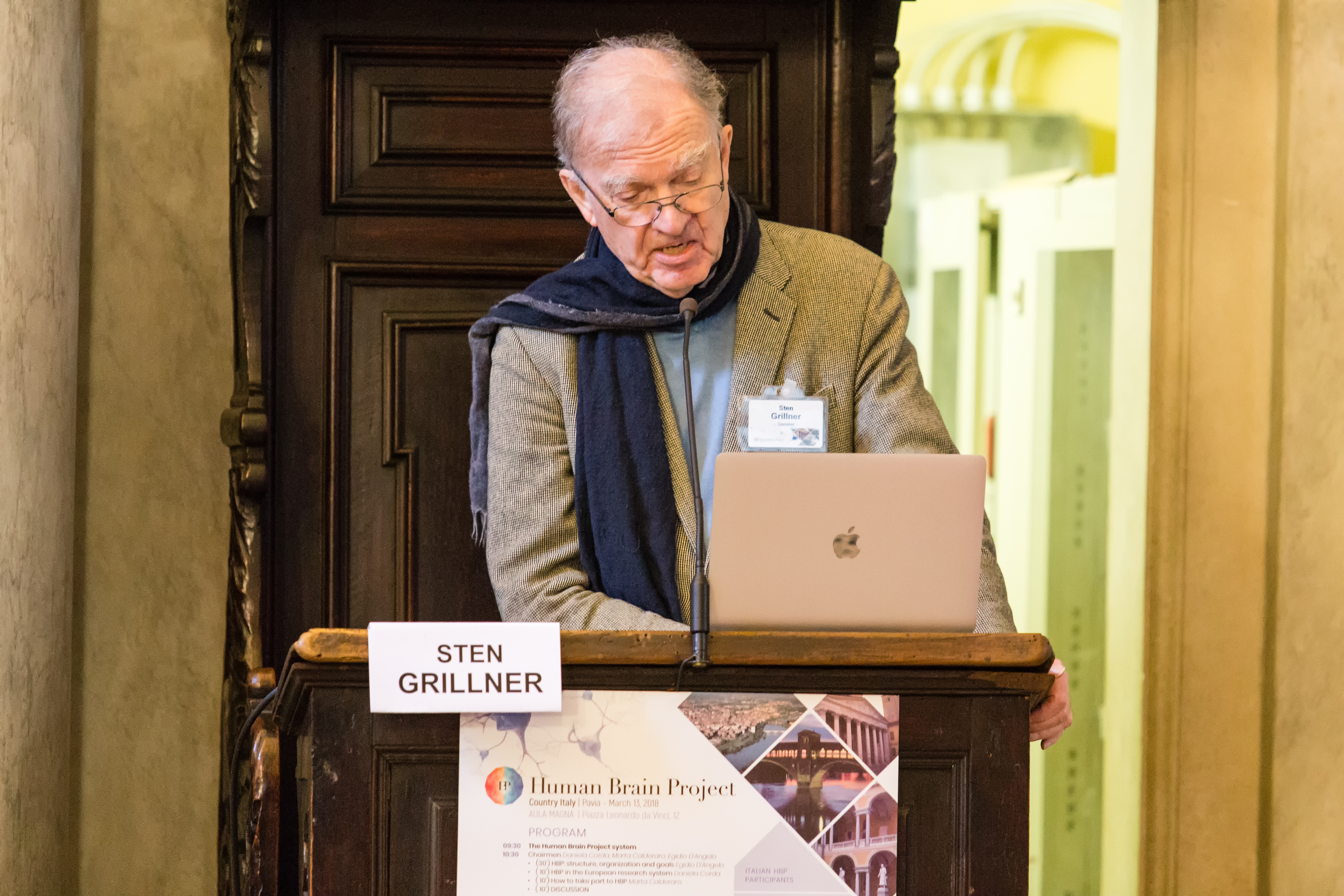
Sten Grillner

Sten Erik Grillner (* 14. Juni 1941 in Stockholm) ist ein schwedischer Neurowissenschaftler.
Grillner studierte Medizin an der Universität Göteborg (Kandidatentitel 1962) und wurde dort 1969 in Neurophysiologie promoviert (Titel der Dissertation: Supraspinal and segmental control of static and dynamic y-motoneurones in the cat). Danach war er bis 1975 Dozent in Göteborg. 1971 war er Gastwissenschaftler an der Sowjetischen Akademie der Wissenschaften in Moskau. Er ist seit 1975 Professor für Physiologie am Karolinska-Institut in Stockholm in der Abteilung Neurowissenschaften, der er 1993 bis 2000 vorstand. Seit 1987 ist Professor und Direktor des Nobelinstitut für Neurophysiologie des Karolinska-Instituts.
Er erforscht die zelluläre neuronale Basis der grundlegenden Motor-Programme, mit denen Tiere ausgestattet sind, z. B. um Fortbewegung zu erzeugen, für Haltung und Orientierung oder die Augenbewegung. Dabei wird die Rolle einzelner Nervenzellen untersucht (die oft mit individuell unterschiedlichen Ionenkanälen ausgestattet sind) und deren synaptische Verschaltung um daraus höhere Funktionseigenschaften der Nervennetzwerke zu erklären. Er benutzt vor allem das Neunauge als tierisches Modell, aber auch Säugetiere zum Beispiel bei der Untersuchung der Frage, wie die Abfolge der einzelnen elementaren Motorprogramme gesteuert wird. Im Neunaugen-Modell gelang ihm 1987 mit Kollegen die detaillierte Aufklärung der Motormechanismen für Bewegung, Haltung und Steuerung auf zellulärer Ebene. Später konnte er zeigen, dass grundlegende Elemente des Systems auch bei höheren Wirbeltieren in der Evolution erhalten blieben.
2008 erhielt er mit Pasko Rakic und Thomas Jessell den Kavli-Preis in Neurowissenschaften dafür, dass er zeigte, wie Netze von Nervenzellen im Rückenmark von Säugern elementare rhythmische Motorbewegungen generieren. 2003 erhielt er den Neuronal Plasticity Prize, 1993 den Bristol-Myers Squibb Award in Neurowissenschaften, 2005 den Ralph-W.-Gerard-Preis der Society of Neuroscience und 2006 den finnischen Ragnar Granit Preis.
Er ist seit 1993 Mitglied der Schwedischen Akademie der Wissenschaften (seit 2004 in deren Leitungsrat und Vorsitzender der Abteilung Biologie) und seit 1997 der Norwegischen Akademie der Wissenschaften und seit 1990 der Academia Europaea. Seit 2010 ist er Mitglied der National Academy of Sciences und er ist Mitglied von deren Institute of Medicine. Er ist Mitglied der American Academy of Arts and Sciences und der EMBO.
1987 bis 1997 war er Mitglied des Nobelkomitees für Physiologie und Medizin und 1995 bis 1997 Vorsitzender des Nobelkomitees. 1988 bis 2008 war er Mitglied der Nobel-Versammlung des Karolinska-Instituts und 2005 deren Vorsitzender.
2009 war er Präsident der Federation of European Neuroscience Societies.
Er ist seit 1963 verheiratet und hat zwei Kinder.

## Schriften
Bücher:
- Herausgeber mit Gordon M. Shepherd Handbook of Brain Microcircuits, Oxford University Press 2010
- mit G.N. Orlovsky, T.G. Deliagina Neuronal control of locomotion: from mollusc to man, Oxford University Press 1999
- Herausgeber mit Avis H. Cohen, Serge Rossignol Neural control of rhythmic movements in vertebrates, Wiley 1988
- Herausgeber mit A. M. Graybiel Microcircuits: the interface between neurons and global brain functions (Dahlem Workshop), MIT Press 2006

Ausgewählte Aufsätze:
- Neural networks for vertebrate locomotion, Scientific American, Januar 1996
- mit M. Stephenson-Jones, E. Samuelsson, J. Ericsson, B. Robertson: Evolutionary conservation of the basal ganglia as a common vertebrate mechanism for action selection, Current Biology, Band 21, 2011, S. 1081–1091
- mit A. Kozlog, M. Huss, A. Lansner, J. H. Kotaleski JH: Simple cellular and network control principles governs complex patterns of motor behavior, Proceedings of the National Academy of Sciences of the USA, Band 106, 2009, S. 20027–20032
- Biological pattern generation: The cellular and computational logic of networks in motion, Neuron, Band 52, 2006, S. 751–766
- mit J. Hellgren, A. Ménard, K. Saitoh, M. Wikström Mechanisms for selection of basic motor programs - roles for the striatum and pallidum, Trends in Neuroscience, Band 28, 2005, S. 364–370
- The motor infrastructure: From ion channels to neuronal networks, Nature Reviews Neuroscience, Band 4, 2003, S. 573–586
- mit T. Matsushima The neural network underlying locomotion in lamprey-synaptic and cellular mechanisms, Neuron, Band 7, 1991, S. 1–15.
- Neurobiological bases of rhythmic motor acts in vertebrates, Science, Band 228, 1985, S. 143–149.